# Э (вторая буква виткутьского алфавита)
𐕸, 𐖟 (э, алб. 𐖟 / ë; в Юникоде называется э, англ. e) — вторая буква виткутьского алфавита, разработанного между 1825 и 1845 годами Наумом Векилхарджи для записи албанского языка.

## Использование
Обозначала гласный звук [ə], который в современном албанском алфавите записывается буквой Ë ë; в греческой транскрипции Векилхарджи передавал данную букву и её название как ε̈. В транслитерации Майкла Эверсона передаётся как Ë ë.

## Кодировка
Кодирование буквы в Юникоде было впервые предложено Деборой Андерсон и Джейсоном Глэйви 30 ноября 2009 года, заглавной и строчной формам буквы были присвоены предварительные названия buthakukye capital letter e-2 и buthakukye small letter e-2 (с альтернативой в виде old albanian letter 1052a и old albanian letter 10549) и кодовые позиции U+1052A и U+10549 соответственно; они размещались во вновь вводимом блоке «Староалбанское письмо» (англ. Old Albanian), который включал, помимо виткутьского письма, также эльбансанский алфавит (Тодри) и гьирокастринский алфавит (Весо-Бея).
8 сентября 2017 года Майкл Эверсон подготовил отдельную предварительную заявку на внесение виткутьского алфавита в Юникод, где заглавной и строчной формам буквы были выделены кодовые позиции U+10578 и U+1059F и присвоены названия vithkuqi capital letter e и vithkuqi small letter e соответственно. 22 октября группа Ad hoc Консорциума Юникода рецензировала эту заявку и рекомендовала рассмотреть её Техническому комитету Юникода (UTC).
В новой заявке, поданной Майклом Эверсоном 8 июля 2020 года, кодовые позиции для этой буквы остались прежними, а названия были изменены на vithkuqi capital letter eh и vithkuqi small letter eh. 21 июля группа Ad hoc составила рекомендации для автора заявки и постановила довести их до его сведения. В соответствии с ними Эверсон подал пересмотренную заявку 1 октября. В тот же день группа Ad hoc рекомендовала UTC одобрить внесение виткутьского алфавита в Юникод. 5 октября UTC постановил уведомить Эверсона, что они не поддерживают кодирование четырёх нововведённых букв, отсутствовавших у Векилхарджи (соответствовавших современным албанским диграфам gj, zh, rr и xh). 7 декабря Эверсон повторно пересмотрел свою заявку, однако, не исключив из неё вышеупомянутые буквы; в соответствии с рекомендацией Дэвида Корбетта названия заглавной и строчной буквы вновь были изменены на vithkuqi capital letter e и vithkuqi small letter e соответственно. Группа Ad hoc одобрила пересмотренную версию 14 января 2021 года, за исключением четырёх нововведённых букв. 19 января UTC подтвердил решение группы Ad hoc.
Заглавная и строчная формы буквы были закодированы в блоке Юникода «Виткутьское письмо» (англ. Vithkuqi) в версии 14.0, вышедшей 14 сентября 2021 года, под кодами U+10578 и U+1059F соответственно.